# 미공군장군
미공군장군은 미국 공군에서 가장 높은 직책을 가진 장성급 장교를 가리키는 용어이다.

## 설명
미공군장군(GAF)은 5성 장교 계급으로 미국 공군에서 가능한 가장 높은 군사 계급이다. 미공군장군은 장군 바로 위에 계급이 있으며 미국 육군의 미육군장군 및 미국 해군의 미함대제독과 동일한 계급이다. 이계급은 제2차 세계 대전 중에 미국 육군과 미국 공군의 총사령관을 역임한 헨리 아놀드 장군 한 명만이 보유하고 있다. 그의 진급 당시 미국 공군은 자체 부서가 아닌 미국 육군의 구성 요소 중에 하나였기 때문에 미국 공군에서 복무하는 사람에게 계급이 먼저 수여되지 않았다. 헨리 아놀드는 별도의 지부가 만들어졌을 때도 자신의 계급을 유지했고 1949년에 미공군장군으로 재임명되었다.

## 같이 보기
- 미국 공군
- 장성급 장교